# Всероссийская олимпиада школьников по биологии
Всероссийская олимпиада школьников по биологии — ежегодное, организуемое Министерством образования и науки Российской Федерации, соревнование по биологии для школьников 7—11 классов, являющееся творческим интеллектуальным форумом.

## Цели олимпиады
Всероссийская биологическая олимпиада школьников нацелена на выявление и развитие у обучающихся общеобразовательных учреждений творческих способностей и интереса к научной деятельности, создание необходимых условий для поддержки одарённых детей, пропаганду научных знаний, создание условия для реализации возможностей лучших учащихся и педагогов, для плодотворного, творческого общения.
Олимпиада направлена не на соревнование, а на творческое, плодотворное общение, получение новых знаний, закрепление их, фундаментализацию знаний. Общение является очень важным аспектом олимпиады.

## История олимпиады

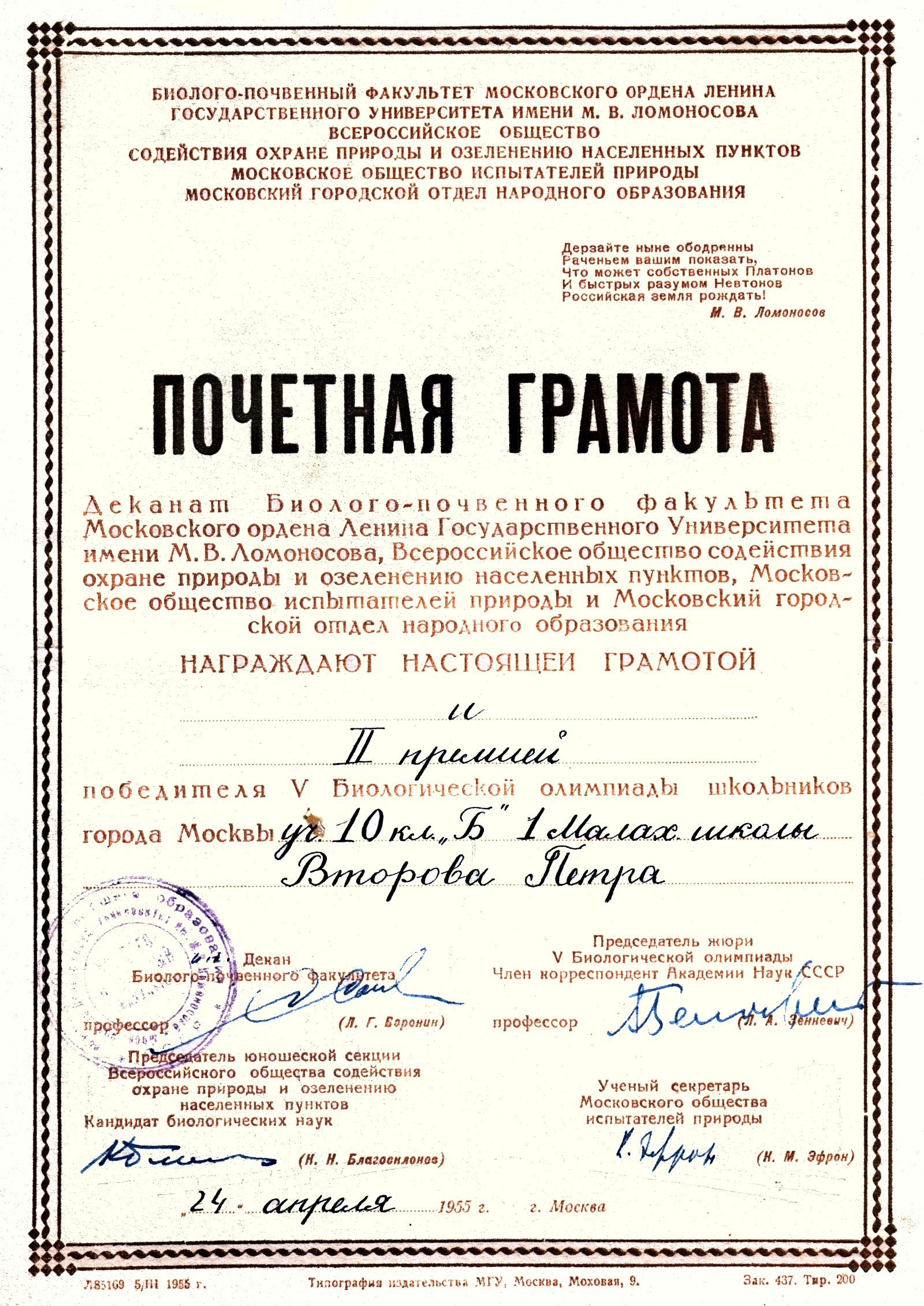
5 московская олимпиада, Грамота 1955 года

Первые олимпиады проводились в отдельных школах и городах. Начиная с 1950 года московскую биологическую олимпиаду стал организовывать биолого-почвенный факультет Московского государственного университета им. М. В. Ломоносова. Её популярность переросла границы Москвы, привлекая участников разных регионов СССР. Победителями и призёрами олимпиады были такие известные, в дальнейшем, биологи, как, например, П. П. Второв, А. С. Кондрашов, Е. В. Кунин и другие.
Первая Всероссийская олимпиада школьников по биологии, согласно приказу Министерства просвещения РСФСР была проведена в 1979 году в Барнауле. Среди организаторов этой олимпиады был биолог-методист Д. И. Трайтак. Первые олимпиады проводились один раз в 2 года. Однако, начиная с седьмой олимпиады 1991 года они проводятся ежегодно. В 1990 году в г. Батуми была проведена первая Всесоюзная олимпиада школьников по биологии, вторая такая олимпиада была проведена весной 1991 года в г. Челябинске. Третья Всесоюзная олимпиада была запланирована на весну 1992 года. Она должна была состоятся в Днепропетровске, но после распада СССР Всесоюзные олимпиады школьников перестали организовываться.
В 2009 году Всероссийская олимпиада школьников по биологии проводилась двадцать пятый раз.

#### Председатели центрального оргкомитета
- 1979—1990 — Д. И. Трайтак[2];
- 1990—2017 — В. В. Пасечник;
- 2018 — н. в. — А. М. Рубцов.

#### География проведения олимпиад
География проведения Всероссийских олимпиад 
| №   | Год  | Город                                                                    | Олимпиада     |
| --- | ---- | ------------------------------------------------------------------------ | ------------- |
| 1.  | 1979 | Барнаул                                                                  | Всероссийская |
| 2.  | ..   | ..                                                                       | Всероссийская |
| 6.  | 1990 | Орел                                                                     | Всероссийская |
|     | 1990 | Батуми                                                                   | Всесоюзная    |
| 7.  | 1991 | Ростов-на-Дону                                                           | Всероссийская |
|     | 1991 | Челябинск                                                                | Всесоюзная    |
| 9.  | 1993 | Пятигорск                                                                | Всероссийская |
| 10. | 1994 | Кисловодск                                                               | Всероссийская |
| 11. | 1995 | Элиста                                                                   | Всероссийская |
| 12. | 1996 | Элиста                                                                   | Всероссийская |
| 13. | 1997 | Майкоп                                                                   | Всероссийская |
| 14. | 1998 | Майкоп                                                                   | Всероссийская |
| 15. | 1999 | Майкоп                                                                   | Всероссийская |
| 16. | 2000 | Сочи                                                                     | Всероссийская |
| 17. | 2001 | Астрахань                                                                | Всероссийская |
| 18. | 2002 | Челябинск                                                                | Всероссийская |
| 19. | 2003 | Челябинск                                                                | Всероссийская |
| 20. | 2004 | Майкоп                                                                   | Всероссийская |
| 21. | 2005 | Майкоп                                                                   | Всероссийская |
| 22. | 2006 | Белгород                                                                 | Всероссийская |
| 23. | 2007 | Белгород                                                                 | Всероссийская |
| 24. | 2008 | Уфа                                                                      | Всероссийская |
| 25. | 2009 | Белгород                                                                 | Всероссийская |
| 26. | 2010 | Белгород                                                                 | Всероссийская |
| 27. | 2011 | Белгород                                                                 | Всероссийская |
| 28. | 2012 | Оренбург                                                                 | Всероссийская |
| 29. | 2013 | Оренбург                                                                 | Всероссийская |
| 30. | 2014 | Саранск                                                                  | Всероссийская |
| 31. | 2015 | Саранск                                                                  | Всероссийская |
| 32. | 2016 | Ульяновск                                                                | Всероссийская |
| 33. | 2017 | Ульяновск                                                                | Всероссийская |
| 34. | 2018 | Ставрополь                                                               | Всероссийская |
| 35. | 2019 | Ставрополь                                                               | Всероссийская |
| 36. | 2020 | Не проводилась в связи с запретом на массовые мероприятия из-за COVID-19 | Всероссийская |
| 37. | 2021 | Уфа                                                                      | Всероссийская |
| 38. | 2022 | Сириус                                                                   | Всероссийская |
| 39. | 2023 | Саранск                                                                  | Всероссийская |
| 40. | 2024 | Сириус                                                                   | Всероссийская |
| 41. | 2025 | Сириус                                                                   | Всероссийская |

## Этапы проведения олимпиады
Согласно Положению о Всероссийской олимпиаде школьников, Всероссийская биологическая олимпиада проводится в 4 этапа:
- школьный — организуется образовательными учреждениями; проводится в октябре-ноябре; участие в нём могут принимать желающие учащиеся 7—11 классов образовательных учреждений; проводится по заданиям, разработанным предметно-методическими комиссиями муниципального этапа Олимпиады;
- муниципальный — организуется органами местного самоуправления в сфере образования; проводится в ноябре — декабре; участие в нём могут принимать учащиеся 7—11 классов образовательных учреждений, ставшие победителями и призёрами предыдущего этапа; проводится по заданиям, разработанным предметно-методическими комиссиями регионального этапа Олимпиады;
- региональный — организуется органами государственной власти субъектов Российской Федерации в сфере образования; проводится в январе — феврале; участие в нём могут принимать учащиеся 9—11 классов образовательных учреждений, ставшие победителями и призёрами предыдущего этапа; проводится по олимпиадным заданиям, разработанным центральной предметно-методической комиссией Олимпиады
- заключительный — организуется Федеральным агентством по образованию; проводится в апреле; помимо победителей и призёров предыдущего этапа олимпиады, в заключительном этапе принимают участие победители и призёры заключительного этапа прошлого года, если они по-прежнему обучаются в образовательных учреждениях.

Согласно Положению победители и призёры определяются на основании результатов участников соответствующих этапов олимпиады. Победители и призёры школьного этапа, набравшие больше половины максимальных баллов, допускаются к участию в муниципальном этапе, победители и призёры муниципального — в региональном, Участники регионального этапа, показавшие результат не меньше проходного балла, допускаются к участию в заключительном этапе.

## Проходной балл
Устанавливается с 2011 года для прохода на заключительный этап. Становится известен в марте после обработки всех результатов регионального этапа и необходим для уравнивания условий попадания на заключительный этап. До 2011 года попадание на заключительный этап осуществлялось по статусу участника олимпиады (чаще всего «победитель», иногда лучший из «призёров»).